# Box muki
Box muki (box s nechráněnými klouby) je indické bojové umění podobné evropskému boxu, které bylo založeno v Benáresu. Bojový styl se zaměřuje na zdrcující údery pěstí i nohou, k čemuž patří i jejich zocelování bušením do tvrdých předmětů. Během cvičných zápasů kdy spolu soupeří dva protivníci, se často stává, že se do boje pustí i diváci a členové mužstva. Tato šarvátka trvá, dokud jedna strana není nucena odstoupit.